# Pedro Elias Zadunaisky
Pedro Elias Zadunaisky (Rosario, 10 december 1917 - Buenos Aires, 7 oktober 2009) was een Argentijns astronoom en wiskundige.
Zadunaisky ging naar de universiteit van Rosario. Hij kreeg drie Guggenheim-beurzen, aan de  Columbia-universiteit in 1957, de Princeton-universiteit in 1958 en aan de Universiteit van Texas in Austin in 1977. In 1966 verliet hij Argentinië, omwille van de toenmalige politieke situatie. Hij keerde spoedig terug en doceerde aan de universiteiten van Buenos Aires en van La Plata. 
Hij bepaalde onder meer de baan van de  Saturnusmaan Phoebe en van de komeet Halley, evenals van de eerste Amerikaanse satelliet, Explorer 1. 
Zadunaisky was een pionier van de  hemelmechanica  en  bepaalde hoe de zwaartekracht en andere krachten invloed hebben op de  baan van lichamen in het zonnestelsel. 
In 2000 werd de planetoïde 4617 te zijner ere Zadunaisky gedoopt.